# Olympus E-450
Цифрова 10 мегапіксельна однооб'єктивна дзеркальна камера системи Four-Thirds Olympus E-450 (Olympus EVOLT E-450 у  Північній Америці) . Фотокамера анонсована в березні 2009 року.
Камера виходила на ринок у наступних комплектаціях:
- Тільки корпус (без об'єктивів)
- Kit, який включав корпус та стандартний об'єктив ZUIKO DIGITAL ED 14-42 мм 1:3.5-5.6
- Double Zoom Kit, що включав комплектацію kit, та додатково об'єктив ZUIKO DIGITAL 40-150 мм 1:3.5-4.5

## Особливості
E-450 являє собою злегка модернізовану версію E-420. В E-450 використовується  ультразвуковий хвилевий фільтр (SSWF) для видалення пилу з поверхні сенсора, режим Live View  можливість використання дисплея як видошукач.
Основні нові функції в E-450:
- Художні фільтри
  - Мікро отвір - відтворює периферійне віньєтування та унікальний кольоровий тон фотографій, створений іграшковою фотокамерою.
  - Поп-арт  - підкреслює кольори та створює яскраві, природні знімки з художнім тоном.
  - М'який фокус - Надання знімкам яскравогоі, легкого вигляду, що викликатиме мрійливий та містичний настій.
- TruePic III + процесор , оновлення з E-420 процесор TruePic III.
- Збільшення буфера при серійній зйомці: E-450 - 8 RAW файлів в порівнянні з Е-420 лише 6.
- Поліпшення освітленості на РК- екрані.

Як і його попередники E-400 , Е-410 і E-420 E-450 відрізняється своєю портативністю.